# Eleccions al Parlament de Galícia de 1981
Les Eleccions al Parlament de Galícia de 1981 se celebraren el 20 d'octubre. Amb un cens de 2.174.246 electors, els votants foren 1.006.222 (46,3%) i 1.168.024 les abstencions (57,3%). Ha estat el percentatge d'abstenció més alt en unes eleccions autonòmiques. Aliança Popular fou la força més votada, seguida de molt a prop per la UCD. Mercè un compromís entre les dues forces més votades fou nomenat primer president de la Xunta de Galícia Xerardo Fernández Albor (AP). Les forces galleguistes i d'esquerra van assolir una representació molt minsa. Endemés, els diputats del BNPG decidiren no acatar la constitució i foren expulsats del Parlament.

## Resultats
Els resultats foren:
| Eleccions al Parlament de Galícia, 1981 → |         |       |        |
| Partit                                    | Vots    | %     | Escons |
| AP                                        | 301 039 | 30,52 | 26     |
| UCD                                       | 274 191 | 27,8  | 24     |
| PSdG                                      | 193 456 | 19,62 | 16     |
| BNPG-PSG                                  | 61 870  | 6,27  | 3      |
| Esquerda Galega                           | 33 497  | 3,31  | 1      |
| Partit Galleguista                        | 32 623  | 3,31  |        |
| PCE-PCG                                   | 28 927  | 2,93  | 1      |
| PST                                       | 18 249  | 1,85  |        |
| PSOE(h)                                   | 12 709  | 1,29  |        |
| IDC                                       | 5 486   | 0,56  |        |
| Irmandade Galega                          | 4 929   | 0,50  |        |
| LCR – MCG                                 | 4 858   | 0,49  |        |
| Partit Ruralista Espanyol                 | 4 291   | 0,44  |        |
| Fuerza Nueva                              | 3 950   | 0,40  |        |
| Dreta Democràtica Espanyola               | 2 022   | 0,21  |        |
| Falange Española de las JONS              | 1 498   | 0,15  |        |
| Galicia Ceibe-OLN                         | 1 433   | 0,15  |        |
| PCE (ml)                                  | 1 216   | 0,12  |        |

A part, es comptabilitzaren (0,0%) vots en blanc.

## Diputats electes
- Xerardo Fernández Albor (AP)
- Xosé Luis Barreiro (AP)
- Adolfo Abel Vilela (AP)
- José Luis Alonso Riego (AP)
- Juan Carreira Gómez (AP)
- Ramón Evaristo Castromil Ventureir (AP)
- José Ramón Cociña García (AP)
- Manuel Eiris Cabeza (AP)
- José Luis García Casasnovas (AP)
- Jesús Gayoso Rey (AP)
- José González Dopeso (AP)
- Benito Iglesias Cacicedo (AP)
- Mª del Carmen Lovelle Alen (AP)
- Julián Martínez Larrán (AP)
- Manuel Morán Morán (AP)
- Pablo Moure Mariño (AP)
- Ricardo Pérez Queiruga (AP)
- Tomás Pérez Vidal (AP)
- Juan Luis Pía Martínez (AP)
- Mariano Rajoy Brey (AP)
- José Carlos Rodríguez González (AP)
- Antonio Sangiao Pumar (AP)
- Ramón Taboada Soto (AP)
- Antonio Varela Álvarez (AP)
- Ramón de Vicente Vázquez (AP)
- Manuel Ángel Villanueva Cendón (AP)
- Xosé Quiroga Suárez (UCD)
- Antonio Rosón Pérez (UCD)
- Pablo González Mariñas (UCD)
- Senén Bernárdez Álvarez (UCD)
- José Castro Suárez (UCD)
- Fernando García Agudín (UCD)
- Emma Rosa González Bermello (UCD)
- Gerardo González Martín (UCD)
- Manuel Iglesias Corral (UCD)
- José Lage Lage (UCD)
- Ramón Lareo López (UCD)
- José Carlos Mella Villar (UCD)
- Aurelio Domingo Miras Portugal (UCD)
- José Pedro Moreno González (UCD)
- Antonio Olives Quintás (UCD)
- Santos Oujo Bello (UCD)
- José María Pardo Montero (UCD)
- Maximino Pérez Hortas (UCD)
- Miguel Gerónimo Piñeiro Sánchez (UCD)
- Ángel Rodríguez Vázquez (UCD)
- José Romero Becerra (UCD)
- Francisco Suárez-Vence Santiso (UCD)
- Víctor Manuel Vázquez Portomeñe (UCD)
- Flora Veiga Aldariz (UCD)
- Francisco Vázquez Vázquez (PSdeG)
- Miguel Barros Puente (PSdeG)
- Ramón Félix Blanco Gómez (PSdeG)
- Antonio Carro Fernández-Valmayor (PSdeG)
- Benxamín Casal Vila (PSdeG)
- Carlos Casares Mouriño (PSdeG)
- Alfredo Conde Cid (PSdeG)
- Manuel Couce Pereiro (PSdeG)
- Manuel Ceferino Díaz Díaz (PSdeG)
- Xerardo Denis F. Estévez Fernández (PSdeG)
- Benito García Dorgambide (PSdeG)
- Antonio Edelmiro Gato Soengas (PSdeG)
- Francisco González Amadiós (PSdeG)
- Juan Manuel Iglesias Rivera (PSdeG)
- Fernando Martínez González (PSdeG)
- Ramón Piñeiro López (PSdeG)
- Anxo Guerreiro (PCE-PCG)
- Camilo Nogueira (Esquerda Galega)
- Bautista Álvarez (BNPG)
- Lois Diéguez Vázquez (BNPG)
- Claudio López Garrido (BNPG)